# Brevibacterium linens
Brevibacterium linens es una especie de bacteria grampositiva encargada de hacer la costra de ciertos quesos menos accesible como puede ser el Limburger o el Munster.
Brevibacterium linens está omnipresente en la piel humana, donde causa olor de pies. El olor familiar se debe a compuestos que contienen azufre conocidos como S-metil tioésteres. La misma bacteria se emplea también para fermentar varios quesos de corteza lavada y untados, como el Munster, el Limburger, el queso Tilsit, el Port-du-Salut, el Raclette, el Livarot, el Pont l'Eveque, el Époisses, el Wisconsin Brick, el Năsal y el Pálpusztai. Su aroma también atrae a los mosquitos.
En 2013 se publicó el primer mapa proteómico completo de referencia de B. linens.